# Деркс, Баудевейн
Будевейн Деркс (нидерл. Boudewijn Derkx) (17 июля 1986 года) — голландский шашист (международные шашки, также бразильские шашки). Чемпион Голландии в составе клуба Damvereniging Denk en Zet Culemborg в сезонах 2002/03, 2004/05 и 2006/07. Чемпион мира среди юношей в 2003 году). Участник чемпионатов Голландии 2007—2010 гг. (лучший результат — 6 место).
Международный мастер.
FMJD-Id: 11232

## Спортивная биография
2014
— 13 место Чемпионат мира по блицу
2006
— 35 место Чемпионат Европы
Бронзовый призёр чемпионата мира среди кадетов (2002).
В бразильские шашки сыграл на Nijmegen Open